# 那須川梨々
那須川 梨々（なすかわ りり、2002年7月10日 - ）は、日本の女子キックボクサー。千葉県出身。TEAM TEPPEN所属。
兄は那須川天心。
弟は那須川龍心。

## 経歴
2002年7月10日、内装業を経営する父・弘幸の第3子二女として生まれる。兄に那須川天心がいる。
ジュニアキックボクシングで数々のタイトルを獲得し、30勝3敗のアマチュア戦績を残す。
2018年4月、高校に入学。
6月17日、「RISE 125」でプロデビュー。高校1年・15歳でのプロ転向は兄・天心と同じ。佐藤レイナを相手に3-0で判定勝ちし、デビュー戦を白星で飾る。
11月17日、「RISE 129」で百花と対戦し、0-2の判定負け。
2019年3月23日、「RISE 131」でのRISE QUEENアトム級（-46kg）決定トーナメント準決勝で平岡琴と対戦し、延長の末3-0の判定勝ち。
7月5日、「RISE 133」のメインイベントでRISE QUEENアトム級王座決定戦に臨んだが、紅絹に判定0-3で敗れ、デビュー4戦目での王座戴冠はならなかった。

## 戦績

### アマチュアキックボクシング
30勝3敗

## 獲得タイトル
- アマチュアキックボクシング大会「KAMINARIMON」女子Bクラストーナメント-45kg級 優勝（2017年）